# 15273 Ruhmkorff
A 15273 Ruhmkorff (ideiglenes jelöléssel 1991 GQ3) a Naprendszer kisbolygóövében található aszteroida. Eric Walter Elst fedezte fel 1991. április 8-án.